# فكيريوس فيجينز
فكيريوس فيجينز (بالإنجليزية: Vicarious Visions)‏ هي شركة أمريكية متخصصة في ألعاب الفيديو ، تأسست عام 1990 ويقع مقرها في ميناندز، نيويورك. تقوم الشركة بـ تطوير ألعاب الفيديو.

## من ألعابها
- بداية باتمان
- ذاتس سو رايفن
- كوانتم أوف سالس: 007
- برشام
- جيت سيت راديو
- بروس لي: عودة الأسطورة
- كراش بانديكوت إن. سين تريلوجي
- سبايرو البرتقالي: مؤامرة كورتكس

## وصلات خارجية
- الموقع الإلكتروني